# Issa Baradji
Issa Baradji (15 juni 1995) is een Frans voetballer die bij voorkeur als aanvaller speelt. Hij verruilde in januari 2015 AC Ajaccio voor RWS Bruxelles.

## Clubcarrière
Baradji komt uit de jeugdacademie van EA Guingamp en speelde in het seizoen 2012/13 voor het tweede team in de Championnat de France amateur 2. In 2013 stapte hij over naar Ajaccio.  Hij debuteerde in de Ligue 1 op 22 maart 2014 in de uitwedstrijd tegen Valenciennes. Hij viel na 66 minuten in bij een 1-1 stand. Enkele minuten later zette Waris Majeed Valenciennes op voorsprong. In de slotminuten scoorde Baradji twee doelpunten waardoor AC Ajaccio met de drie punten naar huis mocht. Eén week later mocht hij opnieuw invallen tegen Toulouse. Op 4 april 2014 kreeg hij zijn eerste basisplaats in de uitwedstrijd tegen Olympique Marseille in het Stade Vélodrome. Baradji slaagde er niet in om zijn stempel te drukken op de wedstrijd en werd na uur gewisseld voor Benoît Pedretti. Olympique Marseille won de wedstrijd voor eigen publiek met 3-1 dankzij een hattrick van André Ayew. Op 18 mei 2014 scoorde hij op de laatste speeldag van het seizoen zijn derde doelpunt voor Ajaccio, in een met 3-1 verloren uitwedstrijd tegen Saint-Étienne.